# Boyo Ockinga
Boyo Ockinga est un égyptologue australien, professeur agrégé au Département d'histoire ancienne à l'université Macquarie de Sydney (Australie).
Ockinga est diplômé de l'université d'Auckland (Nouvelle-Zélande) avec un baccalauréat et une maîtrise, et de l'université Eberhard Karl de Tübingen en Allemagne. Il est spécialisé dans l'art et la langue du Nouvel Empire égyptien et a participé aux fouilles de nombreux sites d'Égypte : El Mashayikh (près d'Abydos), Awlad Azzaz (près de Sohag), Dra Abou el-Naga, et Saqqarah.
Ockinga est l'une des grandes figures de l'égyptologie australienne et de son principal organe, le Centre australien pour l'égyptologie (Australian Centre for Egyptology).
Il est l'auteur d'un nombre important d'articles scientifiques, de monographies et autres publications.

## Publications
- « A Note on 2 Samuel 18:18 », Biblische Notizen, no 31,‎ 1986, p. 31-34 ;
- « On the Interpretation of the Kadesh Record », Chronique d'égyptologie, no 62,‎ 1987, p. 38-48 ;
- Two Ramesside Tombs at Mashayakh I, Australian Centre for Egyptology, 1988, 152 p. (ISBN 0-85668-453-8) ;
- « The Inviolability of Zion: A Pre-Israelite Tradition », Biblische Notizen: Betrage zur exegetischen Diskussion, no 44,‎ 1988, p. 54-60 ;
- avec Kenneth Anderson Kitchen, « A Memphite Monument of the Vizier T3 in Sydney », Mitteilungen des Deutschen Archäologischen Instituts Abteilung Kairo, no 48,‎ 1992, p. 99-103, planches 20-21 ;
- (en) Concise Grammar of Middle Egyptian : An Outline of Middle Egyptian Grammar (Revised and expanded), Mayence, Phillip von Zabern Verlag, 1998, 177 p. (ISBN 3-8053-2501-0) ;
- A Tomb from the Reign of Tutankhamun at Awlad Azzaz (Akhmim), Warminster, Aris & Phillips, 1998 ;
- « Nag' el-Mashayikh – the Ramesside Tombs », Bulletin of the Australian Centre for Egyptology, no 1,‎ 1990 ;
- « The Tomb of Sennedjem at Awlad Azzaz (Sohag) », Bulletin of the Australian Centre for Egyptology, no 2,‎ 1991 ;
- « Macquarie University Theban Tombs Project: TT148 Amenemope: Preliminary Report on the 1991/92 and 1992/93 Seasons », Bulletin of the Australian Centre for Egyptology, no 4,‎ 1993 ;
- « Another Ramesside Attestation of Usemont, Vizier of Tutankhamun », Bulletin of the Australian Centre for Egyptology, no 5,‎ 1994 ;
- « Hatshepsut's Election to Kingship: the Ba and Ka in Egyptian Royal Ideology », Bulletin of the Australian Centre for Egyptology, no 6,‎ 1995 ;
- « Macquarie Theban Tombs Project: TT 148 the Tomb of Amenemope », Bulletin of the Australian Centre for Egyptology, no 7,‎ 1996 ;
- « An Ancient Egyptian Puzzle: Piecing Together the Saqqara Tomb of the Overseer of Craftsmen and Chief Goldworker, Amenemone », Bulletin of the Australian Centre for Egyptology, no 9,‎ 1998, p. 73-87 ;
- « Theban Tomb 233 – Saroy regains an identity », Bulletin of the Australian Centre for Egyptology, no 11,‎ 2000, p. 103-113 ;
- « Excavations at Dra' Abu el-Naga': Report on the Nov-Dec 2000 and Jan-Feb 2002 Seasons », Bulletin of the Australian Centre for Egyptology, no 13,‎ 2002 ;
- « TT147 – Observations on its Owners and Erasures », Bulletin of the Australian Centre for Egyptology, no 15,‎ 2004 ;
- avec Ian Plant, Egyptian Religion : Greek and Latin Sources in Translation, Equinox, 2007. (ISBN 1-84553-031-4) (hbk),  (ISBN 1-84553-032-2) (pbk)